# Эль Гиди, Софьян
Софьян эль Гиди (род. 1 января 1992 года) — ливийский пловец, участник Олимпийских игр 2012 года.
На Церемонии открытия летних Олимпийских игр 2012 был знаменосцем команды Ливии.

## Карьера
На Олимпиаде в 2012 году принял участие в соревнованиях баттерфляем среди мужчин на 100 метров. Проиграл на предварительном этапе, заняв 40 место.